# 杰拉尔德·兰克斯特·哈丁
杰拉尔德·兰克斯特·哈丁（英語：Gerald Lankester Harding，1901年12月8日—1979年2月11日）是一位英國考古学家，1936年至1956年擔任约旦文物部主任。在他的任期内死海古卷被發現並引起公眾注意。如果沒有他的努力，許多卷軸可能會消失在私人收藏中，再也見不到了。